# Antonín Károlyi
Antonín František hrabě Károlyi de Nagy Károly (maďarsky Károlyi de Nagy Károly Antal Ferenc gróf, německy Franz Anton Graf Károlyi von Nagy Károly; 25. října 1732 Nagy Károly, Sedmihradsko – 24. srpna 1791 Vídeň) byl uherský šlechtic a rakouský generál. Od mládí působil ve dvorských službách a sloužil v armádě, v závěru kariéry dosáhl hodnosti polního zbrojmistra (1787). Patřil k největším velkostatkářům v Uherském království a proslul jako štědrý mecenáš. Za zásluhy získal v roce 1790 Řád zlatého rouna. Jeho kariéra v armádě a u dvora byla mimo jiné umožněna příbuzenskými vazbami na dlouholetého státního kancléře knížete Václava Antonína Kounice.

## Životopis

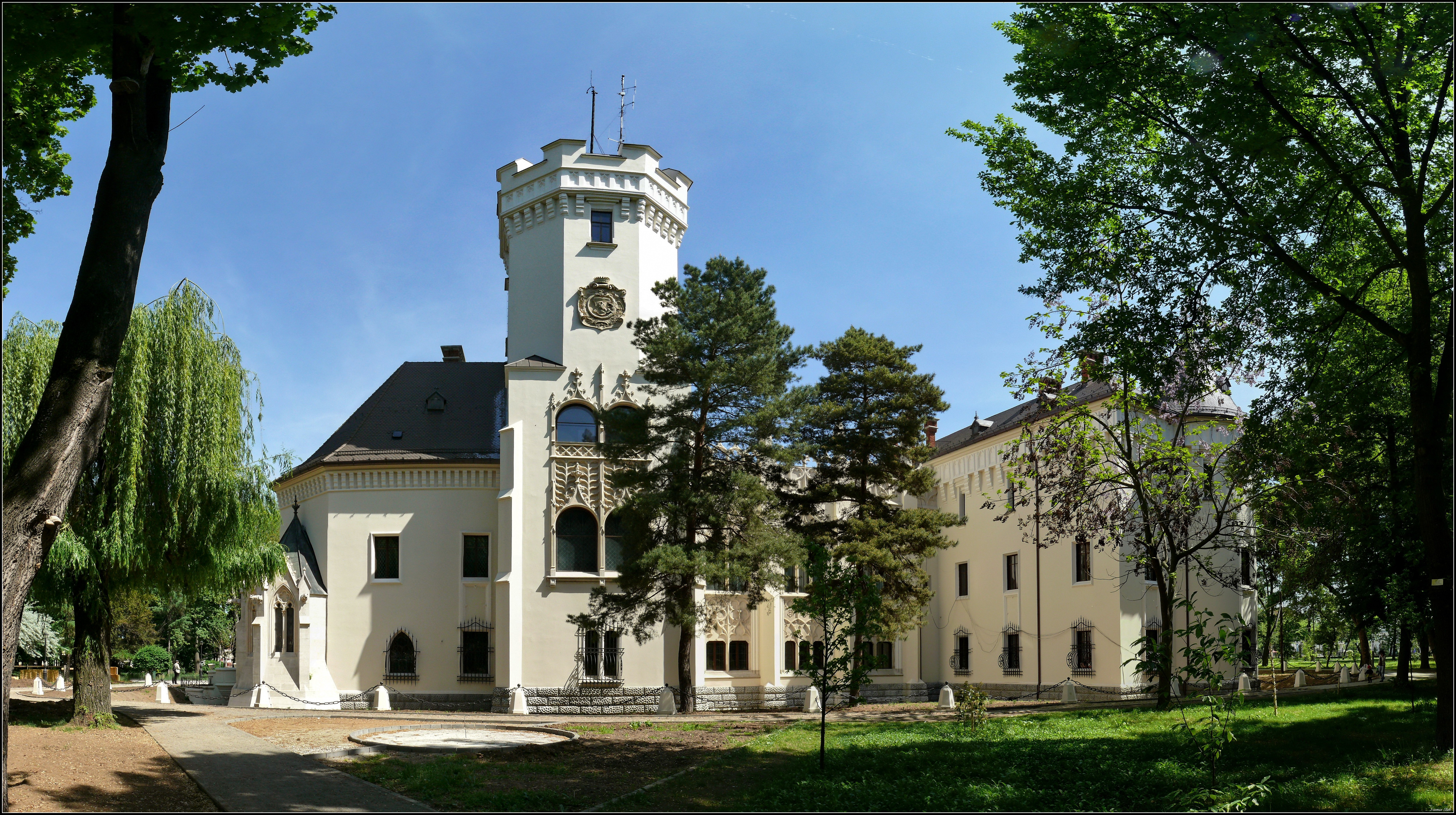
Zámek Nagy Károly (Carei, dnes Rumunsko), nejstarší rodové sídlo Károlyiů

Pocházel ze starého šlechtického rodu Károlyiů, byl synem generála jízdy hraběte Františka Károlyiho (1705–1758) a jeho manželky Kristiny, rozené Csákyové (1706–1763). Narodil se na nejstarším rodovém sídle Nagy Károly (dnes Carei v Rumunsku), měl čtyři bratry, kteří však zemřeli v dětství. Jako devítiletý byl v roce 1741 představen královně Marii Terezii při příležitosti konání uherského sněmu v Prešpurk. Středoškolské vzdělání absolvoval na jezuitské koleji v Trnavě, poté studoval práva na univerzitě ve Vídni, kde získal bakalářský titul. Po dokončení vzdělání byl v roce 1751 jmenován císařským komorníkem a zároveň od mládí sloužil v armádě, do níž díky postavení svých předků vstoupil rovnou v hodnosti majora.

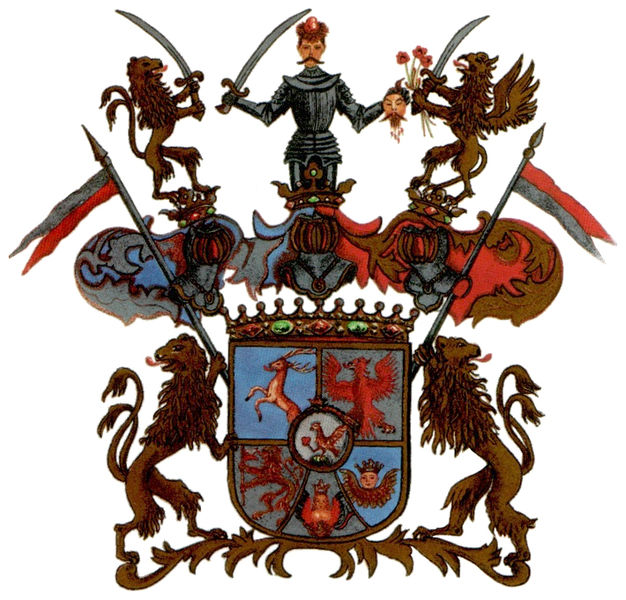
Erb rodu Károlyiů

Za sedmileté války byl již plukovníkem a v roce 1756 byl zraněn v bitvě u Lovosic. Ze zranění se dlouho zotavoval, v roce 1758 byl povýšen do hodnosti generálního polního vachtmistra (generálmajora) a téhož roku bojoval v bitvě u Hochkirchu. Za zásluhy obdržel v roce 1759 rytířský kříž Řádu Marie Terezie. V roce 1766 dosáhl hodnosti polního podmaršála a v roce 1774 byl penzionován. Mezitím se uplatnil v dalších sférách veřejného života, v roce 1775 byl jmenován tajným radou a nejvyšším zemským hofmistrem v Uhrách. Mimo aktivní službu byl nakonec povýšen do hodnosti polního zbrojmistra (1787) a od roku 1787 zastával čestnou funkci velitele uherské královské gardy. V roce 1790 ze zdravotních důvodů odmítl úřad chorvatského bána, ale za celoživotní zásluhy byl dekorován Řádem zlatého rouna. O rok později zemřel ve Vídni ve věku 58 let. Mimo jiné zastával dědičnou funkci župana v Szatmárské župě, kde působil také jako soudce.
Proslul mimo jiné jako štědrý mecenáš, vysokými finančními částkami a naturáliemi z vlastních statků pomáhal zásobovat armádu. V rámci tereziánských reforem financoval vznik veřejných škol, například v Bratislavě, později byl i pověřen správou školství ve východní části Uher. Byl také iniciátorem výstavby kostelů a finančně podporoval i vědce a umělce. Na svých panstvích se věnoval vysušování bažin a zakládal zemědělskou půdu.

## Majetek a rodina
Po otci v roce 1758 zdědil rozsáhlý rodový majetek, díky němuž patřili Károlyiové až do 20. století k nejbohatším rodinám v Uhrách. Vlastnil statky v Sedmihradsku, jižním Maďarsku a dnešním Slovensku (Horní Uhry). K dispozici měl nejstarší rodové sídlo Nagy Károly (dnes Carei v Rumunsku) nebo nově postavený zámek Tót Megyer (dnes Palárikovo na Slovensku), často pobýval také ve Vídni, kde nechal v letech 1777–1781 přestavět palác v ulici Kärntner Straße (později palác Esterházy). Na panství Derekegyház v jižním Maďarsku nechal postavit nový zámek ve stylu pozdního baroka (1765–1769) a zámecký areál byl obohacen o parkovou úpravu. Zámek Derekegyház po jeho smrti upravoval dále syn Josef a sídlo se stalo oblíbenou letní destinací rodiny až do poloviny 19. století.
V roce 1757 se oženil s baronkou Marií Josefou Harruckernovou (1740–1802), dcerou uherského šlechtice rakouského původu barona Františka Dominika Harruckerna (1696–175), dlouholetého vrchního župana v Békési. Díky manželce byl Antonín Károlyi mimo jiné švagrem hraběte Josefa Stockhammera, majitele hradu Pernštejn. Marie Josefa byla po otci bohatou dědičkou majetků v župách Békés a Csongrád, dvou domů v Pešti a jako věno obdržela 100 000 zlatých v hotovosti. Z manželství se až po jedenácti letech narodil jediný syn Josef (1768–1803), univerzální dědic károlyivského majetku. Teprve on s manželkou Alžbětou, rozenou Valdštejnovou (1769–1813) založil početnější rodinu a pro jejich tři syny bylo z rodových statků vytvořeno několik svěřenství.
Přes svou sestru Evu (1730–1799) byl spřízněn s rodem Starhembergů a díky tomu patřil také do širší rodiny dlouholetého státního kancléře knížete Václava Antonína Kounice.